# Gustav Arne
Gustav Arne,  egentligen Gustaf Arne Husberg, ursprungligen Andersson, född 4 maj 1925 i Höganäs, död 14 augusti 2011 i Viken, var en svensk konstnär.Han har målat figurkompositioner, cirkusmotiv, ljusmättade landskap, stränder och stilleben, framförallt från Skåne och Kullabygden med hans hemort Viken. Han har även målat i Frankrike och Spanien och arbetat med bland annat kolteckningar.
Han var son till maskinisten Gustav Georg Andersson och Ingeborg Husberg.
Gustav Arne studerade vid Skånska målarskolan i Malmö, hos Marie Wadskjær i Köpenhamn samt hos Isaac Grünewald fram till dennes död 1946 och i Paris 1948–1949. Han debuterade vid utställningen Kullakonst i Höganäs 1944 och deltog vid ett stort antal separat- och samlingsutställningar, såsom på Vikingsberg i Helsingborg ett antal gånger, vårutställningen Fyra unga skåningar tillsammans med Bengt Orup, Kaj Siesjö och Torsten Hult på Norrköpings konstmuseum 1949, Helsingborgs konstförenings Vårsalonger, Skånes konstförening, Konstnärernas Samarbetsorganisation (KSO). År 2006 hölls en stor retrospektiv utställning på Vikingsberg. 
Gustav Arne är representerad vid bland andra Moderna museet, Malmö konstmuseum, Norrköpings konstmuseum, Ystads konstmuseum, Helsingborgs stadsmuseum och Höganäs Museum och Konsthall.
Han var från 1950 gift med konstnären Bibban Berendahl. Även sonen Simon Arne och dottern Katinka Husberg är konstnärer.